# Leiosphaerella vexata
Leiosphaerella vexata är en svampart som först beskrevs av Pier Andrea Saccardo, och fick sitt nu gällande namn av E. Müll. 1962. Enligt Catalogue of Life ingår Leiosphaerella vexata i släktet Leiosphaerella, ordningen kolkärnsvampar, klassen Sordariomycetes, divisionen sporsäcksvampar och riket svampar, men enligt Dyntaxa är tillhörigheten istället släktet Leiosphaerella, familjen Amphisphaeriaceae, ordningen kolkärnsvampar, klassen Sordariomycetes, divisionen sporsäcksvampar och riket svampar. Arten är reproducerande i Sverige. Inga underarter finns listade i Catalogue of Life.